# Stig Andersson (fysiker)
Stig Andersson, född 1941, är en svensk fysiker. Han disputerade 1970 vid Göteborgs universitet där han också är professor i fysik efter att tidigare ha varit professor i samma ämne vid Chalmers tekniska högskola. Han invaldes 1991 som ledamot av Kungliga Vetenskapsakademin. 

### Tryckt litteratur
- Kungl. vetenskapsakademien, Matrikel 1994/95, ISSN 0302-6558, sid. 49.

### Fotnoter
1. ↑  Andersson, Stig (1970) (på engelska). Low-energy electron diffraction studies of metal and semiconductor surfaces.. Acta Universitatis Gothoburgensis, 0346-7740Abstracts of Gothenburg dissertations in science, 0065-0439 ; 23. Göteborg. Libris 840333